# Рош-э-Рокур
Рош-э-Року́р (фр. Roche-et-Raucourt) — коммуна во Франции, находится в регионе Франш-Конте. Департамент — Верхняя Сона. Входит в состав кантона Дампьер-сюр-Салон. Округ коммуны — Везуль.
Код INSEE коммуны — 70448.

## География
Коммуна расположена приблизительно в 290 км к юго-востоку от Парижа, в 50 км северо-западнее Безансона, в 34 км к западу от Везуля.
По территории коммуны протекает река Ваннон (фр. Vannon).

## Население
Население коммуны на 2010 год составляло 147 человек.
| 1962 | 1968 | 1975 | 1982 | 1990 | 1999 | 2010 |
| ---- | ---- | ---- | ---- | ---- | ---- | ---- |
| 208  | 220  | 212  | 173  | 189  | 173  | 147  |

## Экономика
В 2010 году среди 74 человек трудоспособного возраста (15—64 лет) 54 были экономически активными, 20 — неактивными (показатель активности — 73,0 %, в 1999 году было 65,6 %). Из 54 активных жителей работали 51 человек (29 мужчин и 22 женщины), безработных было 3 (1 мужчина и 2 женщины). Среди 20 неактивных 4 человека были учениками или студентами, 12 — пенсионерами, 4 были неактивными по другим причинам.

## Достопримечательности
- Церковь Св. Дезидерия (1765 год). Исторический памятник с 1980 года[3]

## Фотогалерея

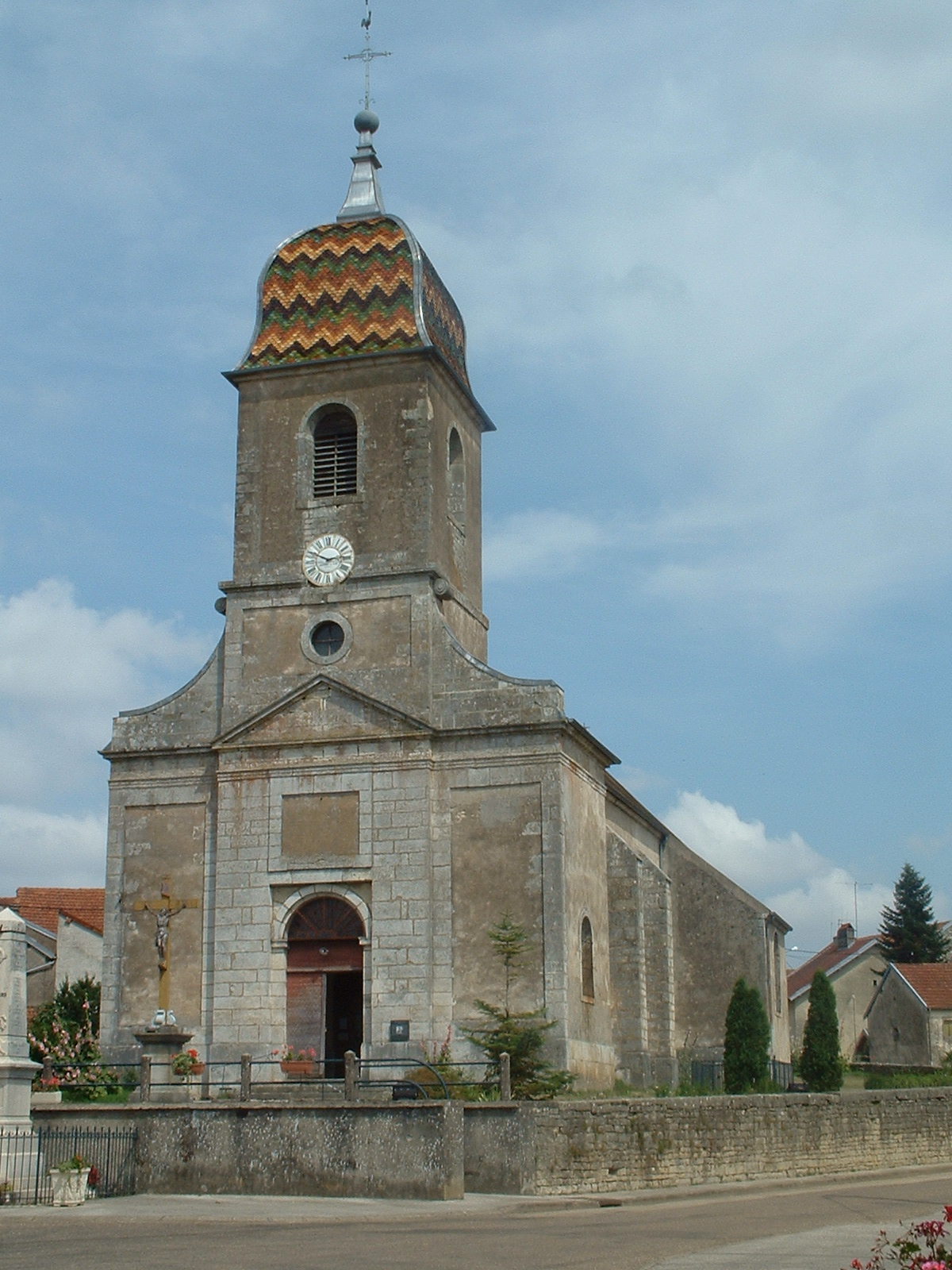
Церковь Св. Дезидерия
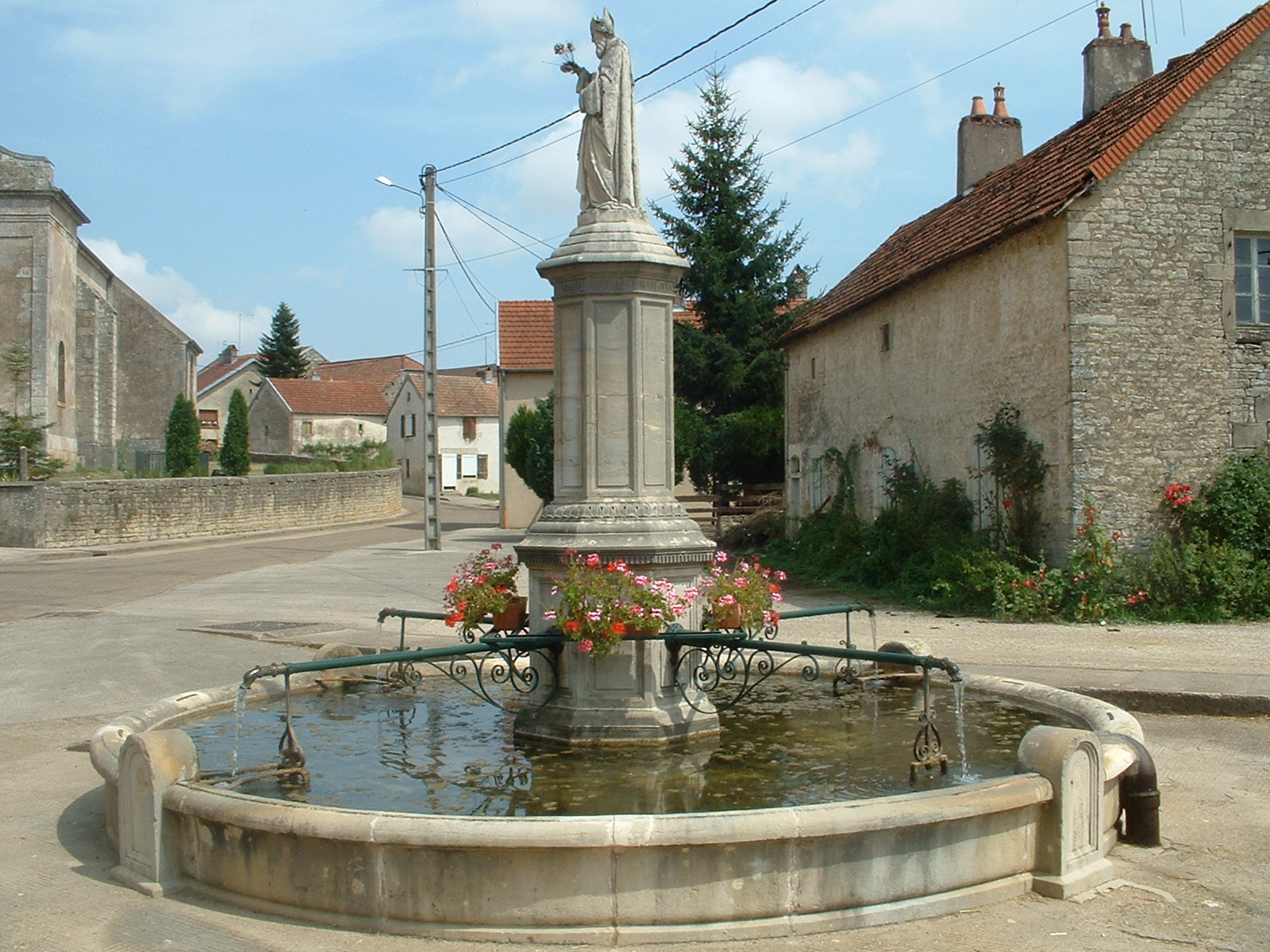
Фонтан Св. Дезидерия
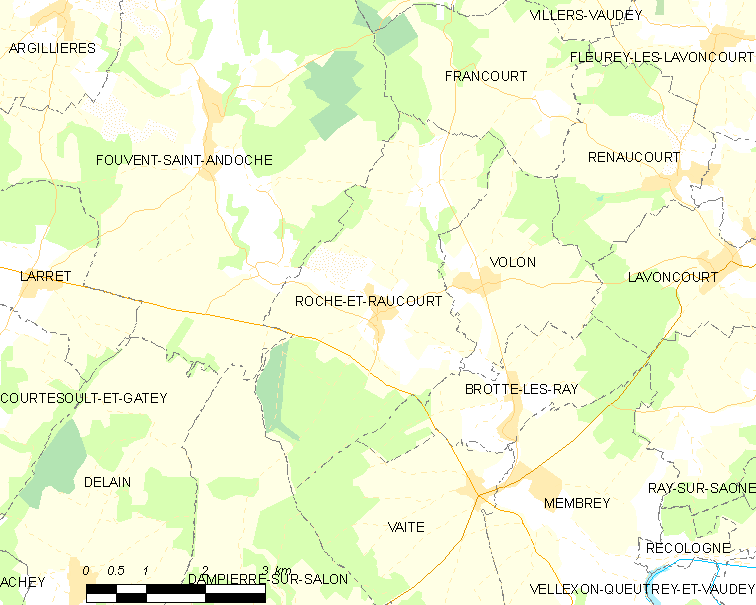
Карта коммуны